# Jagdgeschwader 80
80-та винищувальна ескадра (нім. Jagdgeschwader 80 (JG 80) — винищувальна ескадра Люфтваффе, що створювався у складі повітряних сил вермахту в останні місяці Другої світової війни. Формування не було завершено.

## Історія з'єднання
JG 80 мав бути сформований у лютому 1945 року в Госларі з особового складу Націонал-соціалістичного авіаційного корпусу і льотних підрозділів Гітлерюгенда (нім. Flieger-HJ) і мав озброюватися реактивними винищувачами Heinkel He 162A. Наприкінці січня 1945 року заплановане навчання було скасовано.